# Ottorino Piccinato
Ottorino Piccinato (Cerea, 30 aprile 1890 – Milano, 24 maggio 1963) è stato un avvocato, dirigente d'azienda e politico italiano.

## Biografia
Originario di una famiglia contadina, si laurea in giurisprudenza nel 1913 e per alcuni anni esercita la professione di avvocato a Milano. Interventista e nazionalista prende parte alle manifestazioni per l'entrata dell'Italia nella prima guerra mondiale, alla quale prende parte come sottotenente o tenente (a seconda delle fonti) nel 9º reggimento di artiglieria. 
Nel 1921 aderisce al movimento fascista iscrivendosi alla sezione di Rovigo dei Fasci italiani di combattimento, nella quale si distingue da subito per la durezza dei metodi di lotta politica.

### Squadrismo a Rovigo
Nelle elezioni del 1921 venne eletto deputato del collegio di Rovigo. Quando Giacomo Matteotti indirizzò la verifica dei poteri della Camera dei deputati neoeletta ad attività di indagine in loco, il quotidiano Il Corriere del Polesine, di orientamento filofascista, accusò il deputato socialista di aver istruito un gran numero di testimoni ascoltati dal comitato inquirente della Camera (inviato da Roma a Padova con l'incarico di indagare sull'accaduto). In quel periodo Piccinato avversava le iniziative di Mussolini volte a una pacificazione col Partito Socialista. Il 16 agosto 1921 prese infatti parte ad una grande adunata, a Bologna, contraria al patto di pacificazione, esprimendo forti critiche all'operato politico del futuro Duce ed intensificando le azioni squadristiche per esacerbare lo scontro politico e costringere il partito a rinunciare all'idea.
Quando il Comitato inquirente della Camera - che lavorò a Rovigo per alcuni mesi, prima di pronunciarsi a favore dell’annullamento dell’elezione di Piccinato - attestò la generalizzata violenza che durante le elezioni aveva caratterizzato l'azione del Fascio di Rovigo, Piccinato (entrato a far parte del direttorio nazionale del PNF) scatenò una reazione che si concretizzò in tre giorni di occupazione di Rovigo: diecimila camicie nere provenienti dalle province limitrofe - nel maggio 1922 - non si limitarono a cortei e comizi ma arrivarono a distruggere sedi di leghe e partiti e lanciare bombe a mano nelle strade, senza impedimenti da parte di polizia e carabinieri.
L'azione venne fermata da Piccinato prima che sfuggisse al suo controllo.
La Giunta della Camera decise di proporre l’annullamento dell’elezione di Piccinato il 29 giugno 1922 «nel corso di una seduta molto tesa che, come si desume dai verbali, provocò anche le successive dimissioni del Presidente della Giunta Giuseppe Grassi»; il 30 giugno la Camera approvò l'annullamento del seggio di Piccinato, con 177 voti a favore, 39 contrari e 12 astenuti.
Piccinato, all'indomani dell'arresto di alcuni fascisti, lanciò pesanti minacce nei confronti del prefetto, il quale, avendo sottovalutato l'azione fascista di maggio, richiese un rinforzo di duecento carabinieri in vista di prevedibili manifestazioni. Nel mese di settembre Piccinato fu nominato capo del Fascio di Rovigo con l'incarico di preparare le azioni militari necessarie alla sempre più invocata marcia su Roma, prossima ma non ancora fissata, in collaborazione con Gino Finzi (fratello di Aldo) ed Enzo Casalini. Prese quindi parte al concentramento dei fascisti polesani che, dopo aver occupato Verona, si unirono a quelli in partenza da Milano per la capitale: fu però Enzo Casalini, il 28 ottobre 1922, a guidare alla marcia su Roma questa legione di 4000 uomini, mentre a Rovigo Piccinato si insediava in un quadrumvirato di fascisti che assumeva i pubblici poteri.

### Carriera nel Ventennio
Il 20 gennaio 1923 è nominato Federale di Padova, carica che mantiene fino al successivo 11 dicembre.
Alle elezioni del 1924 viene nuovamente eletto deputato. Con la crisi seguita al delitto Matteotti abbandona ogni distinguo con Mussolini e difende a spada tratta l'operato del governo, sostenendo che non si tratta di un delitto politico e che sono le opposizioni a fare basse speculazioni sulla morte del deputato socialista. Nello stesso periodo, con altri 45 soci, fonda a Rovigo la "Società anonima essiccazione tabacchi", che ha per scopo l'allestimento di vivai e la vendita di piante ai coltivatori. Dalla SAET esce nel settembre 1925 con una liquidazione di 400.000 lire e pesanti accuse da parte di Finzi circa il suo operato. Le accuse di aver approfittato della società per i suoi scopi personali - assieme a quella di essere il mandante dell'omicidio del socialista Antonio Rossini - vanno a perdersi con la sua nomina a presidente di una commissione esecutiva chiamata a reggere le sorti della locale federazione fascista, commissariata da tempo.
Nel 1927 viene nominato podestà di Fiesso Umbertiano, comune dove i suoi illeciti amministrativi e il clientelismo costringono Mussolini a rimuoverlo poco più di un anno dopo sotto la pressione dei cittadini e dei fascisti locali.
Con la partenza per Roma di Casalini, nominato sottosegretario alle finanze (1928) riesce a prendere le redini del fascismo di Rovigo e della sua provincia grazie all'appoggio di Giovanni Marinelli, non senza tensioni per la forte opposizione dei "casaliniani". Nonostante un clima di scontro che perdura negli anni a venire riesce a farsi nominare per la seconda volta federale di Rovigo (1930) promuovendo la costituzione del sindacato fascista Belle arti e la prima mostra d'arte polesana.
Nel 1934 viene rieletto deputato ma, con l'abbandono della carica di Federale, inizia per Piccinato un periodo di forte isolamento politico, al punto che tenta con scarsi risultati di tornare alla professione di avvocato a Milano. Le sue sorti non migliorano con la nomina a Consigliere della Camera dei Fasci e delle Corporazioni come membro della Corporazione del vetro e della ceramica. Nonostante il possesso di vari beni immobili si rivolge a Mussolini chiedendo un incarico di curatore dei beni sequestrati al nemico; l'ottimo lavoro svolto come curatore del fallimento della Società anonima trattamento acque potabili, con sede a Milano, e l'intervento di Giacomo Acerbo convincono il Duce ad accordargli non meglio specificati incarichi di questo tipo.

### Durante e dopo la seconda guerra mondiale
Dopo il 25 luglio rimane fedele a Mussolini e aderisce alla Repubblica Sociale Italiana. Negli ultimi mesi prima della definitiva disfatta torna ad amministrare Fiesso Umbertiano. Lasciata la carica deve lasciare la provincia su provvedimento della Questura di Rovigo e si ritira a Milano, dove conduce vita privata fino alla scomparsa.